# Bill Johnson (sjezdař)
William Dean „Bill“ Johnson (30. března 1960, Los Angeles – 21. ledna 2016, Gresham) byl americký alpský lyžař. Vyhrál značně nečekaně olympijský závod ve sjezdu na hrách v Sarajevu roku 1984. Stal se tak prvním Američanem, který získal zlatou olympijskou medaili v alpském lyžování, a prvním závodníkem nepocházejícím z alpské země, který vyhrál olympijský sjezd. Vyhrál též tři závody světového poháru, nejlepším jeho celkovým umístěním bylo třetí místo ve sjezdu. Jeho vítězství ve švýcarském Wengenu roku 1984 bylo prvním americkým vítězstvím ve světovém poháru.

## Život
Jako dospívající byl problémovým mladíkem, po střetu se zákonem ve věku 17 let dostal na výběr mezi šesti měsíci ve vězení nebo navštěvováním lyžařské akademie Mission Ridge ve státě Washington. Vybral si to druhé, čímž začala jeho lyžařská kariéra. I později mezi lyžaři měl ovšem pověst drzého spratka se špatnou životosprávou, což mu vyneslo přezdívku Billy the Kid. "Pronásleduji dívky na plný úvazek, piji na částečný," byl jeden z jeho známých bonmotů v médiích. Byl znám též svým tetováním na paži, jež tvořil nápis Ski To Die (Lyžovat až k smrti). Také jeho chvástání před olympijskými hrami v Sarajevu, kdy předvídal své vítězství, popudilo jeho evropské soupeře. Byl kvůli němu přirovnáván k boxeru Muhammadu Alimu. Nakonec však nečekaně opravdu zvítězil. Na otázku, co pro něj olympijské vítězství znamená, na tiskové konferenci po závodě odpověděl lakonicky: „Milióny". Johnsonův nečekaný úspěch na hrách v Sarajevu byl námětem televizního filmu z roku 1985 nazvaného Going for the Gold: The Bill Johnson Story, v němž hlavní roli ztvárnil Anthony Edwards. Po olympiádě Johnsonova forma poklesla, vyvolával nicméně i nadále mnoho diskusí, například když kritizoval bazírování na formálním amatérismu v závodech organizovaných FIS a dokonce se v roce 1985 pokusil založit profesionální seriál sjezdových závodů, který by konkuroval světovému poháru pořádanému FIS. Projekt však zkrachoval. V roce 1988 nebyl zařazen do amerického olympijského výběru, a nebylo mu tak umožněno obhajovat olympijské zlato. Zdálo se, že kvůli zranění, jež mu komplikovalo kariéru od roku 1986, či kvůli poklesu formy, nicméně později bylo odhaleno, že k hlavním příčinám patřilo, že v listopadu 1987 měl v šatně potyčku s asistentem trenéra. V roce 1990 ukončil závodní kariéru. Jeho život pokračoval v dramatickém duchu: jeho 13měsíční syn Ryan se v roce 1992 utopil ve vířivce. Jeho manželství skončilo roku 2000 rozvodem, po němž se stal polovičním bezdomovcem a žil ve svém obytném voze. Osobní krizi se pokusil vyřešit nečekaným comebackem. Jeho cílem bylo dostat se ve 42 letech na olympijské hry v roce 2002. Plán, který budil v lyžařském světě rozpaky, skončil náhle 22. března 2001, když Johnson upadl během tréninkové jízdy před sjezdovým závodem amerického mistrovství, který se konal v The Big Mountain poblíž Whitefish v Montaně. Utrpěl vážné poranění levé části mozku, málem si ukousl jazyk a tři týdny byl v kómatu. Jeho řeč a paměť byly trvale narušeny. Později v roce 2010 se stal obětí masivní mozkové mrtvice a byl převezen do zařízení pro dlouhodobou péči v Greshamu. Kvůli mrtvici ztratil Johnson schopnost sedět bez pomoci a nemohl už používat pravou ruku. Ztratil také zrak v levém oku a schopnost mluvit jinak než šeptem. Trpěl také velkými bolestmi při polykání, což ztěžovalo jeho krmení. V roce 2013 se ocitl při infekci blízko smrti, byl však zachráněn. Zemřel tři roky poté, ve věku 55 let, v pečovatelském zařízení v Greshamu, poté co požádal, aby byl odpojen od přístrojů.